# ال سالر
ال سالر (به اسپانیایی: El Saler) یک منطقهٔ مسکونی در اسپانیا است که در والنسیا واقع شده‌است. ال سالر ۱٬۶۹۹ نفر جمعیت دارد و ۳ متر بالاتر از سطح دریا واقع شده‌است.